# 伊丽莎白公主站

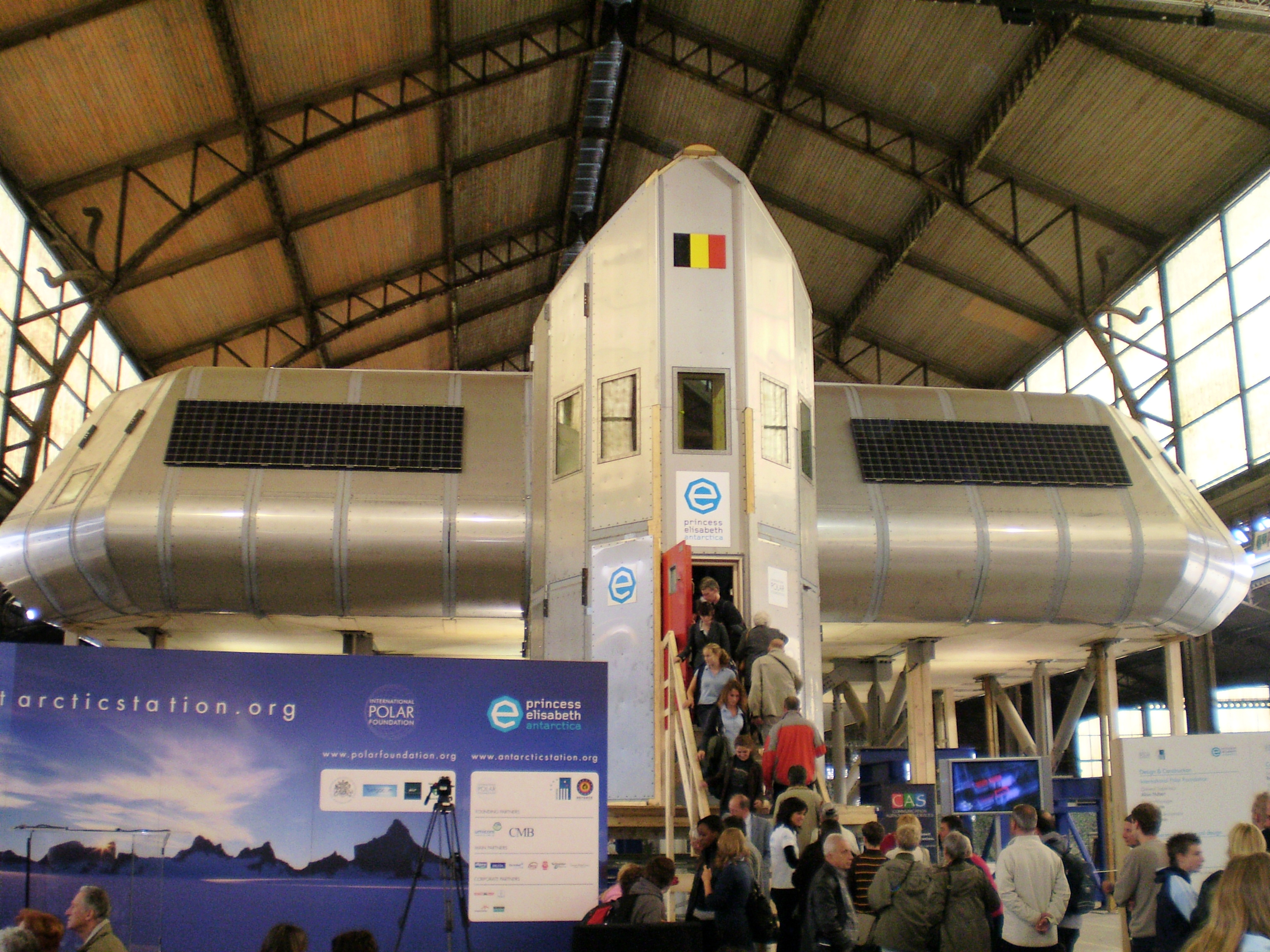
在布鲁塞尔，向公众展示的伊丽莎白公主站

71°57′S 23°20′E / 71.950°S 23.333°E
伊丽莎白公主站（英語：Princess Elisabeth Base），位于南极洲毛德皇后地，是比利时在南极建立的世界首座温室气体零排放的极地科学考察站，以比利时国王孙女伊丽莎白公主的名字命名，于2009年2月15日开始启用。“伊丽莎白公主”站依靠风能和太阳能运转，其设计力求实现环境影响最小化。